# Selección de fútbol de Namibia
La selección de fútbol de Namibia es el equipo nacional de Namibia y representa internacionalmente a la Asociación de Fútbol de Namibia. Es una selección algo reciente y ha clasificado cuatro veces a la Copa Africana de Naciones, pero nunca a un mundial.

## Historia
Namibia jugó su primer partido internacional con el nombre de África Sudoccidental el 16 de mayo de 1989 en casa contra la vecina Angola y perdió 1-0. El 23 de marzo de 1990, solo dos días después de obtener la independencia de Sudáfrica, recibieron al vecino Zimbabue y perdieron 5-1. El 7 de junio, perdieron un amistoso en casa por 2-1 ante Mauricio. Los siguientes partidos de Namibia se jugaron en Lesoto, donde perdieron 2-0 ante sus anfitriones el 1 de agosto de 1992, pero ganaron su primer empate en un empate 2-2 contra el mismo rival al día siguiente. La primera victoria de Namibia llegó el 1 de julio de 1994 en una victoria por 1-0 sobre Botsuana en un amistoso. El 17 de mayo de 1998, Namibia jugó su primer partido fuera de África y contra un rival no africano, perdiendo 2-1 en un amistoso en Francia contra Arabia Saudita. 
Namibia ha hecho tres apariciones en la Copa Africana de Naciones, saliendo en la primera ronda en las tres competiciones. En 1998, Namibia perdió ante Costa de Marfil 4-3 y empató con Angola 3-3 antes de perder ante Sudáfrica 4-1. En 2008, Namibia perdió ante Marruecos 5-1 y ante Ghana 1-0, pero empató con Guinea 1-1 en su último partido. En 2019, perdió todos sus partidos de grupo anotando un solo gol. Perdieron ante Marruecos 1-0 y sufrieron la misma derrota ante Sudáfrica antes de perder ante Costa de Marfil 4-1. 
El jugador con más partidos es el centrocampista retirado Ronald Ketjijere con 74 partidos, mientras que Rudolf Bester es el máximo goleador de todos los tiempos con 13 goles.

## Uniformes

### Titular
| 2024 |

### Alternativo
| 2024 |

### Tercero
| 2024 |

## Últimos partidos y próximos encuentros
Actualizado al último partido jugado el 10 de junio de 2025
| Fecha      | Ciudad        | Local    | Resultado      | Visitante         | Competición                            |
| ---------- | ------------- | -------- | -------------- | ----------------- | -------------------------------------- |
| 10-09-2024 | Johannesburgo | Namibia  | 1:2            | Kenia             | Clas. Copa Africana de Naciones 2025   |
| 10-10-2024 | Johannesburgo | Namibia  | 0:1            | Zimbabue          | Clas. Copa Africana de Naciones 2025   |
| 14-10-2024 | Johannesburgo | Zimbabue | 3:1            | Namibia           | Clas. Copa Africana de Naciones 2025   |
| 26-10-2024 | Bloemfontein  | Namibia  | 0:1            | Lesoto            | Clasificación Campeonato Africano 2025 |
| 03-11-2024 | Bloemfontein  | Lesoto   | 0:1 (4:3 pen.) | Namibia           | Clasificación Campeonato Africano 2025 |
| 13-11-2024 | Johannesburgo | Namibia  | 0:0            | Camerún           | Clas. Copa Africana de Naciones 2025   |
| 19-11-2024 | Polokwane     | Kenia    | 0:0            | Namibia           | Clas. Copa Africana de Naciones 2025   |
| 20-03-2025 | Lilongüe      | Malaui   | 0:1            | Namibia           | Clasificación Copa Mundial 2026        |
| 24-03-2025 | Johannesburgo | Namibia  | 1:1            | Guinea Ecuatorial | Clasificación Copa Mundial 2026        |
| 05-06-2025 | Bloemfontein  | Namibia  | 1:1            | Angola            | Copa COSAFA 2025                       |
| 08-06-2025 | Bloemfontein  | Malaui   | 0:0            | Namibia           | Copa COSAFA 2025                       |
| 10-06-2025 | Bloemfontein  | Namibia  | 3:0            | Lesoto            | Copa COSAFA 2025                       |

## Jugadores
| No. | Pos. | Jugador           | Fecha de nacimiento (edad)        | Apa. | Goles | Club                    |
| --- | ---- | ----------------- | --------------------------------- | ---- | ----- | ----------------------- |
|     | POR  | Virgil Vries      | 29 de marzo de 1989 (36 años)     | 39   | 0     | Moroka Swallows         |
|     | POR  | Lloyd Kazapua     | 25 de marzo de 1989 (36 años)     | 31   | 0     | Cape Umoya United       |
|     | POR  | Edward Maova      | 9 de mayo de 1994 (31 años)       | 7    | 0     | TS Sporting             |
|     |      |                   |                                   |      |       |                         |
|     | DEF  | Ananias Gebhardt  | 9 de agosto de 1988 (36 años)     | 50   | 2     | Baroka                  |
|     | DEF  | Denzil Haoseb     | 25 de febrero de 1994 (31 años)   | 75   | 0     | Polokwane City          |
|     | DEF  | Teberius Lombard  | 24 de mayo de 1991 (34 años)      | 22   | 0     | Zanaco                  |
|     | DEF  | Ryan Nyambe       | 3 de diciembre de 1997 (27 años)  | 9    | 0     | Blackburn Rovers        |
|     | DEF  | Larry Horaeb      | 11 de diciembre de 1991 (33 años) | 61   | 0     | Tura Magic              |
|     | DEF  | Ivan Kamberipa    | 2 de marzo de 1994 (31 años)      | 19   | 0     | African Stars           |
|     | DEF  | Marcel Papama     | 28 de abril de 1996 (29 años)     | 24   | 1     | African Stars           |
|     | DEF  | Aprocius Petrus   | 9 de octubre de 1999 (25 años)    | 18   | 0     | Eleven Arrows           |
|     | DEF  | Wesley Katjiteo   | 17 de febrero de 1990 (35 años)   | 14   | 0     | Black Africa            |
|     |      |                   |                                   |      |       |                         |
|     | MED  | Wangu Gome        | 2 de diciembre de 1993 (31 años)  | 43   | 3     | Alashkert               |
|     | MED  | Manfred Starke    | 21 de febrero de 1991 (34 años)   | 18   | 3     | FSV Zwickau             |
|     | MED  | Deon Hotto        | 29 de octubre de 1990 (34 años)   | 61   | 10    | Orlando Pirates         |
|     | MED  | Riaan Hanamub     | 2 de agosto de 1995 (29 años)     | 32   | 0     | Chippa United           |
|     | MED  | Willy Stephanus   | 26 de junio de 1991 (33 años)     | 58   | 3     | Lusaka Dynamos          |
|     | MED  | Immanuel Heita    | 20 de abril de 1992 (33 años)     | 15   | 0     | Black Africa            |
|     | MED  | Absalom Iimbondi  | 10 de noviembre de 1991 (33 años) | 47   | 4     | United Africa Tigers    |
|     | MED  | Dynamo Fredericks | 4 de abril de 1992 (33 años)      | 38   | 1     | Black Africa            |
|     | MED  | Charles Hambira   | 6 de marzo de 1990 (35 años)      | 24   | 3     | Tura Magic              |
|     |      |                   |                                   |      |       |                         |
|     | DEL  | Elmo Kambindu     | 26 de mayo de 1993 (32 años)      | 22   | 8     | Mighty Gunners          |
|     | DEL  | Benson Shilongo   | 18 de mayo de 1992 (33 años)      | 34   | 9     | Maccabi Bnei Reineh     |
|     | DEL  | Isaskar Gurirab   | 1 de marzo de 1998 (27 años)      | 12   | 2     | Difaâ Hassani El Jadidi |
|     | DEL  | Petrus Shitembi   | 5 de noviembre de 1992 (32 años)  | 70   | 4     | Terengganu              |
|     | DEL  | Peter Shalulile   | 23 de marzo de 1993 (32 años)     | 45   | 12    | Mamelodi Sundowns       |
|     | DEL  | Joslin Kamatuka   | 27 de julio de 1991 (33 años)     | 19   | 3     | Baroka                  |

## Entrenadores
- Eric Muinjo (1992–1993)
- Shepherd Murape (1994–1995)
- Ruston Mogane (1997–1998)
- Mlungisi Ngbane (1998)
- Seth Boois (1998–1999)
- Heinz-Peter Uberjahn (1999)
- Herman Katjiuongua (2000)
- Lucky Richter (?–noviembre de 2000)[3]
- Ted Dumitru (noviembre de 2000–mayo de 2001)[3]
- Shepherd Murape (2004)
- Ben Bamfuchile (junio de 2006–diciembre de 2007)[4][5][6]
- Arie Schans (diciembre de 2007–junio de 2008)[6][7]
- Tom Saintfiet (julio de 2008–octubre de 2010)[8][9]
- Ronnie Kanalelo y Brian Isaacs (interino- octubre de 2010–diciembre de 2010)[9]
- Brian Isaacs (interino- diciembre de 2010–septiembre de 2011)[10][11]
- Bernard Kaanjuka (interino- septiembre de 2011–?/?–marzo de 2013)[11][12]
- Roger Palmgren (mayo de 2013–junio de 2013)[13][14]
- Ricardo Mannetti (junio de 2013–junio de 2015)
- Ronnie Kanalelo  (junio de 2015–septiembre de 2015)
- Ricardo Mannetti (septiembre de 2015–julio de 2019)
- Bobby Samaria (interino- junio de 2019–?)
- Bobby Samaria (interino- mayo de 2022)[15]
- Collin Benjamin (junio de 2022–presente)[1]

## Estadísticas

### Copa Mundial de Fútbol
| Copa Mundial de Fútbol | Copa Mundial de Fútbol  | Copa Mundial de Fútbol  | Copa Mundial de Fútbol  | Copa Mundial de Fútbol  | Copa Mundial de Fútbol  | Copa Mundial de Fútbol  | Copa Mundial de Fútbol  |
| Año                    | Ronda                   | J                       | G                       | E                       | P                       | GF                      | GC                      |
| ---------------------- | ----------------------- | ----------------------- | ----------------------- | ----------------------- | ----------------------- | ----------------------- | ----------------------- |
| 1930 - 1986            | No existía la selección | No existía la selección | No existía la selección | No existía la selección | No existía la selección | No existía la selección | No existía la selección |
| 1990                   | No participó            | No participó            | No participó            | No participó            | No participó            | No participó            | No participó            |
| 1994                   | No clasificó            | No clasificó            | No clasificó            | No clasificó            | No clasificó            | No clasificó            | No clasificó            |
| 1998                   | No clasificó            | No clasificó            | No clasificó            | No clasificó            | No clasificó            | No clasificó            | No clasificó            |
| 2002                   | No clasificó            | No clasificó            | No clasificó            | No clasificó            | No clasificó            | No clasificó            | No clasificó            |
| 2006                   | No clasificó            | No clasificó            | No clasificó            | No clasificó            | No clasificó            | No clasificó            | No clasificó            |
| 2010                   | No clasificó            | No clasificó            | No clasificó            | No clasificó            | No clasificó            | No clasificó            | No clasificó            |
| 2014                   | No clasificó            | No clasificó            | No clasificó            | No clasificó            | No clasificó            | No clasificó            | No clasificó            |
| 2018                   | No clasificó            | No clasificó            | No clasificó            | No clasificó            | No clasificó            | No clasificó            | No clasificó            |
| 2022                   | No clasificó            | No clasificó            | No clasificó            | No clasificó            | No clasificó            | No clasificó            | No clasificó            |
| 2026                   | Por disputarse          | Por disputarse          | Por disputarse          | Por disputarse          | Por disputarse          | Por disputarse          | Por disputarse          |
| 2030                   | Por disputarse          | Por disputarse          | Por disputarse          | Por disputarse          | Por disputarse          | Por disputarse          | Por disputarse          |
| 2034                   | Por disputarse          | Por disputarse          | Por disputarse          | Por disputarse          | Por disputarse          | Por disputarse          | Por disputarse          |
| Total                  | 0/22                    | -                       | -                       | -                       | -                       | -                       | -                       |

### Copa Africana de Naciones
| Copa Africana de Naciones | Copa Africana de Naciones | Copa Africana de Naciones | Copa Africana de Naciones | Copa Africana de Naciones | Copa Africana de Naciones | Copa Africana de Naciones | Copa Africana de Naciones |
| Año                       | Ronda                     | J                         | G                         | E                         | P                         | GF                        | GC                        |
| ------------------------- | ------------------------- | ------------------------- | ------------------------- | ------------------------- | ------------------------- | ------------------------- | ------------------------- |
| 1957 - 1988               | No existía la selección   | No existía la selección   | No existía la selección   | No existía la selección   | No existía la selección   | No existía la selección   | No existía la selección   |
| 1990                      | No participó              | No participó              | No participó              | No participó              | No participó              | No participó              | No participó              |
| 1992                      | No participó              | No participó              | No participó              | No participó              | No participó              | No participó              | No participó              |
| 1994                      | No participó              | No participó              | No participó              | No participó              | No participó              | No participó              | No participó              |
| 1996                      | No clasificó              | No clasificó              | No clasificó              | No clasificó              | No clasificó              | No clasificó              | No clasificó              |
| 1998                      | Fase de grupos            | 3                         | 0                         | 1                         | 2                         | 7                         | 11                        |
| 2000                      | No clasificó              | No clasificó              | No clasificó              | No clasificó              | No clasificó              | No clasificó              | No clasificó              |
| 2002                      | No clasificó              | No clasificó              | No clasificó              | No clasificó              | No clasificó              | No clasificó              | No clasificó              |
| 2004                      | No clasificó              | No clasificó              | No clasificó              | No clasificó              | No clasificó              | No clasificó              | No clasificó              |
| 2006                      | No clasificó              | No clasificó              | No clasificó              | No clasificó              | No clasificó              | No clasificó              | No clasificó              |
| 2008                      | Fase de grupos            | 3                         | 0                         | 1                         | 2                         | 2                         | 7                         |
| 2010                      | No clasificó              | No clasificó              | No clasificó              | No clasificó              | No clasificó              | No clasificó              | No clasificó              |
| 2012                      | No clasificó              | No clasificó              | No clasificó              | No clasificó              | No clasificó              | No clasificó              | No clasificó              |
| 2013                      | No clasificó              | No clasificó              | No clasificó              | No clasificó              | No clasificó              | No clasificó              | No clasificó              |
| 2015                      | No clasificó              | No clasificó              | No clasificó              | No clasificó              | No clasificó              | No clasificó              | No clasificó              |
| 2017                      | No clasificó              | No clasificó              | No clasificó              | No clasificó              | No clasificó              | No clasificó              | No clasificó              |
| 2019                      | Fase de grupos            | 3                         | 0                         | 0                         | 3                         | 1                         | 6                         |
| 2021                      | No clasificó              | No clasificó              | No clasificó              | No clasificó              | No clasificó              | No clasificó              | No clasificó              |
| 2023                      | Octavos de final          | 4                         | 1                         | 1                         | 2                         | 1                         | 7                         |
| 2025                      | No clasificó              | No clasificó              | No clasificó              | No clasificó              | No clasificó              | No clasificó              | No clasificó              |
| 2027                      | Por definir               | Por definir               | Por definir               | Por definir               | Por definir               | Por definir               | Por definir               |
| Total                     | 4/35                      | 13                        | 1                         | 3                         | 9                         | 11                        | 31                        |

## Selección Local

### Campeonato Africano de Naciones
| Campeonato Africano de Naciones | Campeonato Africano de Naciones | Campeonato Africano de Naciones | Campeonato Africano de Naciones | Campeonato Africano de Naciones | Campeonato Africano de Naciones | Campeonato Africano de Naciones | Campeonato Africano de Naciones |
| Año                             | Ronda                           | J                               | G                               | E                               | P                               | GF                              | GC                              |
| ------------------------------- | ------------------------------- | ------------------------------- | ------------------------------- | ------------------------------- | ------------------------------- | ------------------------------- | ------------------------------- |
| 2009                            | No clasificó                    | No clasificó                    | No clasificó                    | No clasificó                    | No clasificó                    | No clasificó                    | No clasificó                    |
| 2011                            | No clasificó                    | No clasificó                    | No clasificó                    | No clasificó                    | No clasificó                    | No clasificó                    | No clasificó                    |
| 2014                            | No clasificó                    | No clasificó                    | No clasificó                    | No clasificó                    | No clasificó                    | No clasificó                    | No clasificó                    |
| 2016                            | No clasificó                    | No clasificó                    | No clasificó                    | No clasificó                    | No clasificó                    | No clasificó                    | No clasificó                    |
| 2018                            | Cuartos de final                | 4                               | 2                               | 1                               | 1                               | 3                               | 3                               |
| 2021                            | Fase de grupos                  | 3                               | 0                               | 1                               | 2                               | 0                               | 4                               |
| 2023                            | No participó                    | No participó                    | No participó                    | No participó                    | No participó                    | No participó                    | No participó                    |
| 2025                            | No clasificó                    | No clasificó                    | No clasificó                    | No clasificó                    | No clasificó                    | No clasificó                    | No clasificó                    |
| Total                           | 2/8                             | 7                               | 2                               | 2                               | 3                               | 3                               | 7                               |

### Copa COSAFA
| Copa COSAFA | Copa COSAFA      | Copa COSAFA | Copa COSAFA | Copa COSAFA | Copa COSAFA | Copa COSAFA | Copa COSAFA |
| Año         | Ronda            | J           | G           | E           | P           | GF          | GC          |
| ----------- | ---------------- | ----------- | ----------- | ----------- | ----------- | ----------- | ----------- |
| 1997        | Subcampeón       | 5           | 2           | 3           | 0           | 8           | 4           |
| 1998        | Cuarto lugar     | 5           | 2           | 2           | 1           | 9           | 10          |
| 1999        | Subcampeón       | 6           | 1           | 3           | 2           | 7           | 7           |
| 2000        | Cuartos de final | 1           | 0           | 0           | 1           | 2           | 3           |
| 2001        | Primera ronda    | 1           | 0           | 0           | 1           | 0           | 1           |
| 2002        | Primera ronda    | 1           | 0           | 0           | 1           | 1           | 2           |
| 2003        | Primera ronda    | 1           | 0           | 0           | 1           | 0           | 1           |
| 2004        | Primera ronda    | 1           | 0           | 0           | 1           | 1           | 2           |
| 2005        | Fase de grupos   | 1           | 0           | 1           | 0           | 1           | 1           |
| 2006        | Fase de grupos   | 2           | 1           | 1           | 0           | 4           | 3           |
| 2007        | Fase de grupos   | 2           | 1           | 0           | 1           | 3           | 3           |
| 2008        | Cuartos de final | 4           | 2           | 1           | 1           | 5           | 2           |
| 2009        | Cuartos de final | 1           | 0           | 0           | 1           | 0           | 1           |
| 2010        | Cancelado        | Cancelado   | Cancelado   | Cancelado   | Cancelado   | Cancelado   | Cancelado   |
| 2013        | Cuartos de final | 4           | 2           | 0           | 2           | 7           | 6           |
| 2015        | Campeón          | 6           | 4           | 2           | 0           | 11          | 3           |
| 2016        | Quinto lugar     | 3           | 2           | 1           | 0           | 5           | 1           |
| 2017        | Sexto lugar      | 3           | 1           | 1           | 1           | 1           | 1           |
| 2018        | Cuartos de final | 2           | 0           | 1           | 1           | 1           | 4           |
| 2019        | Fase de grupos   | 3           | 2           | 0           | 1           | 6           | 3           |
| 2020        | Cancelado        | Cancelado   | Cancelado   | Cancelado   | Cancelado   | Cancelado   | Cancelado   |
| 2021        | Fase de grupos   | 4           | 2           | 1           | 1           | 5           | 3           |
| 2022        | Subcampeón       | 3           | 2           | 0           | 1           | 3           | 1           |
| 2023        | Fase de grupos   | 3           | 0           | 2           | 1           | 2           | 3           |
| 2024        | Subcampeón       | 5           | 2           | 2           | 1           | 5           | 7           |
| 2025        | Fase de grupos   | 3           | 1           | 2           | 0           | 4           | 1           |
| Total       | 24/24            | 70          | 27          | 23          | 20          | 91          | 73          |

## Palmarés
- Copa COSAFA (1): 2015.